# Договор „Две плюс четири“
Договорът „Две плюс четири“ (на немски: Zwei-plus-Vier-Vertrag) е международен договор, сключен в Москва на 12 септември 1990 г. между двете германски държави – Западна Германия и Източна Германия – и четирите държави, окупирали Германия след Втората световна война – Великобритания, Съветския съюз, Съединените щати и Франция. С договора, влизащ в сила на 15 март 1991 г., четирите държави победителки във Втората световна война се отказват от всички свои права в Германия, откривайки пътя за Обединението на Германия.

## Предистория
Договорът е резултат от преговори във формат „две плюс четири“, които обсъждат външнополитическите аспекти на обединението на двете германски държави: държавни граници, членство в външнополитическите блокове и числеността на въоръжените сили. Основното решение за провеждане на този вид преговори е постигнато на конференцията „Открито небе“, проведена в Отава на 13 февруари 1990 г. Преговорите във формат „две плюс четири“ се провеждат в четири кръга: 5 май в Бон, 22 юни в Берлин, 17 юли в Париж (с участието на Полша) и 12 септември в Москва.
До последния момент изходът от преговорите в Москва остава под съмнение. След като на 10 септември, по време на телефонен разговор между президента на СССР Горбачов и федералния канцлер Хелмут Кол, спорният краен срок за изтегляне на съветските войски от ГДР е определен за края на 1994 г., ходът на преговорите започва да се забавя от френска и британска страна. Правителствата на двете страни предполагат, че процесът на обединение на Германия ще се проточи за по-дълго време по вина на съветската страна. Британското правителство прави последен опит да забави обединителния процес, като поисква след обединението на Германия да получи правото да провежда военни учения на територията на бившата ГДР. Съветската страна, както се очаква във Великобритания, решително отхвърля това искане. По време на преговорите в нощта на 11 срещу 12 септември държавният секретар на САЩ Джеймс Бейкър по искане на германския си колега Ханс-Дитрих Геншер успява да убеди британската страна да се откаже от искането си. На стр. 1, член 7 от договора пише:

„Обединеното кралство Великобритания и Северна Ирландия, Съединените американски щати, Съюзът на съветските социалистически републики и Френската република с настоящото прекратяват своите права и отговорности по отношение на Берлин и Германия като цяло. В резултат на това съответните четиристранни споразумения, решения и практики престават да действат и всички съответни институции на четирите сили се разпускат.

С Договора за окончателно уреждане на Германия, съюзниците от Втората световна война се отказват от правата си спрямо Германия. Тъй като договорът „Две плюс четири” е ратифициран от всички негови страни едва през 1991 г. (последната ратификация на договора е извършена във Върховния съвет на СССР на 4 март 1991 г.), представители на Великобритания, САЩ, СССР и Франция правят изявление на 2 октомври 1990 г. в Ню Йорк за спирането на техните права и задължения по отношение на Берлин и Германия като цяло от момента на обединението на Германия до влизането в сила на Договора за окончателно уреждане на отношенията до Германия.
Преговорите във формат „Две плюс четири“ остават в историята като отличен пример за дипломация. В най-кратки срокове страните успяват да разрешат проблеми, които съществуват през цяла историческа епоха. Заслужава да се отбележи, че това е постигнато до голяма степен в резултат на съгласието на ръководството на СССР по това време.

## Основни положения
Договорът, състоящ се от десет члена, регулира външнополитическите аспекти на обединението на Германия и по този начин всъщност поема ролята на мирен договор между Германия и страните победителки във Втората световна война, въпреки че страните избягват такова определение. Резултатът от него е възстановяването на германското единство и окончателния „пълен суверенитет на Германия над нейните вътрешни и външни работи“. Основните положения включват:
- Обединена Германия включва териториите на Германската демократична република, Федерална република Германия и цял Берлин.
- Нейните външни граници (на Германия) окончателно се превръщат в съществуващите граници на Германската демократична република и Федерална република Германия по това време, което означава, че обединена Германия няма никакви териториални претенции към други държави и няма да предявява такива в бъдеще.
- Обединена Германия потвърждава, че само мирът ще дойде от германска земя и се отказва от производството, притежаването и контрола на ядрени, биологични и химически оръжия.
- Въоръжените сили на обединена Германия ще бъдат намалени до 370 000 души до 3 – 4 години.
- Изтеглянето на съветските войски от територията на бившата ГДР ще приключи до края на 1994 г.
- Чужди войски и ядрени оръжия или техните носители няма да бъдат разположени или разполагани на територията на бившата ГДР.
- Отговорността на четирите сили по отношение на Берлин и Германия като цяло престава и всички институции на четирите сили, свързани с разделението на Германия, се премахват.
- Обединена Германия получава пълен суверенитет върху своите вътрешни и външни работи.

## Проблеми на договора
Договорът за окончателно уреждане на Германия не е пълноценен мирен договор между силите победителки и Германия. Германският основен закон също запазва забраната за провеждане на референдуми по военно-политически въпроси. Те са потвърдени от специално писмо на канцлера Хелмут Кол от 12 септември 1990 г. до президента на СССР Михаил Горбачов и в изявление на германския канцлер Хелмут Кол относно подписването на Договора за окончателно уреждане на Германия. В медиите тези разпоредби често се използват за спекулации относно границите между Германия и Полша по Одер-Нейсе. Въпреки че са потвърдени като окончателни в договора, няма пълноценен мирен договор. Допълнителна клауза установява неприкосновеността на имуществените отношения, установени от поземлената реформа в ГДР. Договорът за окончателно уреждане на Германия е подписан от:
- от ФРГ – германският външен министър Ханс-Дитрих Геншер
- от ГДР – председателят на Министерския съвет на ГДР Лотар де Мезиер
- от Франция – френският външен министър Ролан Дюма
- от СССР – министърът на външните работи на СССР Едуард Шеварднадзе
- от Великобритания – британският външен министър Дъглас Хърд
- от САЩ – държавният секретар на САЩ Джеймс Бейкър

В рамките на механизъмът „две плюс четири” САЩ обявяват, че няма да разширяват военната организация НАТО на изток.